# 沈至绪
沈至绪（1590年—1638年），字镇乾，号湘浦，浙江绍兴府萧山县（今浙江省杭州市萧山区）人，明朝将领。崇祯四年（1631年）中武进士，崇祯七年（1634年）授湖广永道守备，崇祯十一年（1638年）阵亡，明廷追赠昭武将军，立祠纪念。乾隆四十一年（1776年），清廷追谥烈愍。

## 生平
万历十八年（1590年），沈至绪出生于浙江绍兴府萧山县名门长巷沈氏，早年在北方游历，后定居于山东兖州府，中山东乡试武举。崇祯四年（1631年）中武进士，崇祯七年（1634年）授湖广永道守备。崇祯十一年（1638年），湖广临武县、蓝山县等地的瑶族叛军进攻道州，沈至绪计划将敌人在险要地带予以围歼，而湖南道蔡官治却故意不发援军，使沈至绪孤军战死。其女沈云英率军抢回父尸，并向上级告发蔡官治玩忽职守。因蔡官治是东林名臣，崇祯帝只是下旨斥责，将其调走，派曾樱接任，同时对沈志绪予以追赠。

## 家庭
妻子黄氏，子沈芗林，以父荫为监生。女沈云英，官至游击，嫁賈萬策。

## 纪念
沈至绪死后，明廷追赠昭武将军，立祠纪念。乾隆四十一年（1776年），清廷追谥烈愍。